# Região do Catatumbo

Mapa da bacia hidrográfica do rio Catatumbo

A região do Catatumbo é uma área da Colômbia localizada no nordeste do departamento de Norte de Santander e uma pequena parte no sudoeste do departamento de Cesar, que se estende entre a Cordilheira Oriental da Colômbia e o Lago Maracaibo, razão pela qual a região passou a ser considerada "transfronteiriça". Esta região da Colômbia é formada por 13 municípios : Ábrego, Convención, El Carmen, El Tarra, González, Hacarí, La Playa de Belén, Ocaña, Río de Oro, San Calixto, Sardinata, Teorama e Tibu.

## Etimologia
O nome desta região vem do rio principal que a atravessa, o Catatumbo.

## História
Durante o processo de colonização, houve diferentes períodos de hegemonia produtiva. A cana-de-açúcar e o cacau tiveram seu apogeu nos séculos XVII e XVIII, mas o café, desde a independência, foi o principal produto especializado durante o século XIX na fase econômica conhecida como modelo primário de exportação.
O século XX viu um processo de mudança nas relações internacionais de produção. Após a Primeira Guerra Mundial, os países ocidentais perceberam a importância do petróleo como recurso energético, o que acelerou a descoberta de reservas e a subsequente perfuração em todo o mundo. Catatumbo se tornou um dos primeiros pontos de exploração de petróleo na Colômbia, com óleo abundante e de alta qualidade. Em 1918, foi criada a chamada "Concessão Barco", de propriedade do General Virgilio Barco, com o objetivo de dar a uma única empresa, a Compañía de Petróleos de Colombia SA (de capital norte-americano), o direito de explorar, processar e distribuir ou comercializar o petróleo encontrado. Com o aumento do comércio internacional de petróleo, em 1936 a Concessão passou para as mãos das empresas norte-americanas Texaco e Mobil Oil. Na época, a demanda internacional por petróleo estava crescendo e a construção de um oleoduto era necessária para transportar o petróleo de Catatumbo até a costa do Caribe e assim poder distribuí-lo por longas distâncias. Com o projeto exportador, a riqueza colombiana deixou de ser consumida pela maioria dos colombianos, o que também trouxe novos conflitos.
A região tem sido uma das mais afetadas pelo conflito armado interno na Colômbia, com a presença de diferentes atores armados, afetando a população civil e o meio ambiente. No século XXI, a região foi palco da campanha do Catatumbo e os ataques de 2025 resultaram na morte de mais de uma centena de pessoas.

## Características
A região possui grande variedade climática e é rica em recursos minerais como petróleo, carvão e urânio ; seus solos são propícios para uma agricultura diversificada, apresentando diversos tipos de culturas como café, cacau, milho, feijão, arroz, banana e mandioca. Da mesma forma, a pecuária é uma atividade forte na região e seus rios possuem uma grande variedade de peixes, que servem de alimento há muito tempo aos ribeirinhos (principalmente os indígenas Motilón-Bari). É uma área muito disputada entre grupos à margem da lei, já que suas condições climáticas são propícias ao cultivo em larga escala de folhas de coca, matéria-prima utilizada na fabricação da cocaína. Há também laboratórios produtores de cocaína que aproveitam a densa selva da região para se manterem escondidos das Forças Armadas e da Polícia Nacional, que combatem esses grupos ilegais e suas fontes de financiamento.